# Pliva

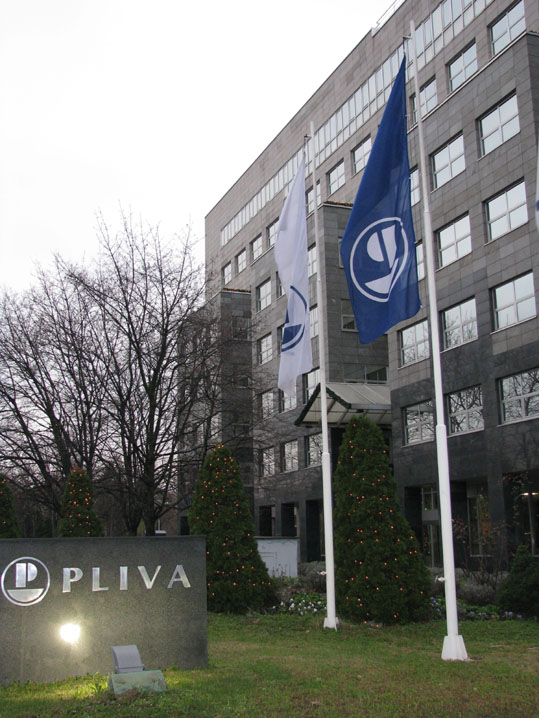
La sede dell'azienda fino ad agosto 2012

La Pliva d.o.o. (d.o.o. è croato per S.r.l.) è una casa farmaceutica croata con sede a Zagabria ed è la più grande nell'Europa dell'est.

## Storia dell'azienda
Nel 1921 la "Isis" di Zagabria e la "Chinion" di Budapest fondano a Karlovac la Kaštel d.d. che è il predecessore della Pliva, in cui nel 1935 il Dr. Vladimir Prelog, vincitore nel 1975 del premio nobel per la chimica, si assocerà e darà vita alle prime ricerche alla Kaštel d.d. e nel 1936 la compagnia diventerà una delle prime produttrice al mondo delle sulfonamidi.
Nel 1941 la Plibah diventa Pliva, sigla di "Proizvodnja Ljekova i Vakcina" (Produzione di Medicine e Vaccini) e nel 1945 la Kaštel d.d. diventa parte della Pliva.
Nel 1959 cominciò la produzione della ossitetraciclina e della vitamina B6 e nel 1965 la Pliva ottiene l'approvazione per la produzione della ossitetraciclina dall'agenzia americana FDA.
Nel 1971 la casa farmaceutica brevetta la metaciclina e nel 1980 anche l'antibiotico di sua invenzione, la azitromicina. Nel 1986 la Pliva fa un contratto con la Pfizer americana cui concede in esclusiva la distribuzione dei suoi prodotti negli Stati Uniti, in Europa e nel Giappone.
Nel 1988 l'azitromicina scende sul mercato con il nome registrato di Sumamed. Nel 1991 il prodotto scende sul mercato statunitense ed europeo con il nome registrato Zithromax della Pfizer Inc.
Nel 1996 si concludono i processi per quotare la società alla borsa di Zagabria e Londra. Tra il 1997 e il 2003 la Pliva acquisisce la Polfa Krakow polacca, la Lachema ceca, la Dominion inglese, la AWD tedesca, la Sidmark statunitense e infine la Edigen spagnola.
Nel 2005 la società firma un contratto di collaborazione con le società Mayn Pharmaceuticals e Barr Laboratories e in Croazia viene registrata la prima eritropoietina biologica. Nel 2006 acquisisce anche la Uso Racional spagnola.
Oggi la Pliva esporta i suoi prodotti in oltre 30 paesi in tutto il mondo, tra cui anche in Italia, ed è leader nel campo farmaceutico in tutto il centro-est europeo.